# Stor-Lomsjömyran-Björkbäcksmyran
Stor-Lomsjömyran-Björkbäcksmyran är ett naturreservat i Sundsvalls kommun i Västernorrlands län.
Området är naturskyddat sedan 2016 och är 425 hektar stort. Reservatet omfattar de två myrarna och Stor-Lomsjön. I södra delen finns gransumpskog med inslag av björk, men även tall och rönn.